# Phare de Greenbury Point
Le phare de Greenbury Point (en anglais : Greenbury point Light) était le nom de deux phares situés à l'embouchure de la Severn à Annapolis en baie de Chesapeake dans le Comté d'Anne Arundel, dans le Maryland.

## Historique
Le premier phare sur ce site a été construit en 1848 et ressemblait peu aux autres phares de la région. D'origine, il était équipé de lampes et de réflecteurs Argand, et a été modernisé en 1855 avec une lentille de Fresnel de sixième ordre, remplacée par la suite par une lentille de quatrième ordre. En 1878, le Lighthouse Board signalait que l'érosion du littoral menaçait le phare, qu'il était mal situé et trop petit pour être vue à l'opposé des lumières de la ville. 
Un crédit pour remplacer le feu a été créé en 1889. En 1892, un nouveau phare de type screw-pile lighthouse a été activé. Il se trouvait sur le haut-fond à environ un demi-kilomètre au sud de la pointe et était parfois appelé "feu de Greenbury Point Shoal".
Comme beaucoup de ces phares sur pilotis dans la baie, sa fondation s'est révélée vulnérable à la glace et a été gravement endommagée en 1918. En 1934, la maison-phare fut enlevée et une tour métallique à claire-voie fut érigée sur les pieux. Cette lumière a été désactivée en 2008 .
Identifiant : ARLHS : USA-354 ; ex-USCG : 2-19725 ; ex-Admiralty : J2209 . 

### Lien connexe
- Liste des phares du Maryland